# Zgrade dviju starih škola (Dugo Selo)
Zgrade dviju starih škola nalaze se u mjestu i gradu Dugo Selo.

## Opis
Zgrade dviju starih škola iz 19. stoljeća, u Dugom Selu, u ulici J. Zorića, na brojevima 65. i 67.

## Zaštita
Pod oznakom P-5513 zavedena je kao nepokretno kulturno dobro - pojedinačno, pravna statusa zaštićena kulturnog dobra, klasificirano kao "kulturno-povijesna cjelina".